# NGC 328
NGC 328 é uma galáxia espiral barrada (SBa) localizada na direcção da constelação de Phoenix. Possui uma declinação de -52° 55' 25" e uma ascensão recta de 0 horas, 56 minutos e 57,3 segundos.
A galáxia NGC 328 foi descoberta em 5 de Setembro de 1836 por John Herschel.